# Wereldkampioenschap MX2 2006
Het Wereldkampioenschap motorcross MX2 2006 bestaat uit 15 Grote Prijzen; elke Grote Prijs bestaat uit twee reeksen van 35 minuten + 2 ronden. De eerste twintig rijders in elke reeks krijgen punten voor het wereldkampioenschap volgens de verdeling:
- winnaar: 25 punten
- 2e: 22
- 3e: 20
- 4e: 18
- 5e: 16
- 6e tot en met 20e: 15 tot en met 1 punt.

Alle reeksen tellen mee voor de eindrangschikking.
De winnaar van een Grote Prijs is de rijder met de meeste punten in de beide reeksen. Bij gelijke stand wint de rijder met de meeste punten in de tweede reeks.
De MX2-wedstrijden vinden plaats op dezelfde circuits en op dezelfde data als de MX1-wedstrijden. Favoriet voor de wereldtitel is de Zuid-Afrikaan Tyla Rattray, maar ook de Nederlander Marc de Reuver en de Italianen Antonio Cairoli (wereldkampioen van 2005) en David Philippaerts (zoon van een Belgische oud-motorcrosser) behoren tot de kanshebbers. De Fransman Christophe Pourcel ontpopt zich tijdens het seizoen ook als een serieuze kandidaat op de titel. Patrick Caps is de enige Belgische vertegenwoordiger in deze klasse.
Het duurt tot de laatste Grote Prijs vooraleer er zekerheid is over de wereldkampioen. De jonge Fransman Christophe Pourcel haalt voor eigen volk de eerste wereldtitel uit zijn carrière binnen. Zijn succes dankt Pourcel aan zijn regelmaat gedurende het gehele seizoen. Hij wint slechts twee Grote Prijzen, terwijl Tyla Rattray en David Philippaerts er vier winnen en Antonio Cairoli drie. Titelverdediger Cairoli komt in het laatste deel van het seizoen nog sterk opzetten maar moet uiteindelijk vrede nemen met de tweede plaats, vóór zijn jonge landgenoot David Philippaerts.

## Belangrijkste deelnemers
| Naam               | Land | Merk     |
| ------------------ | ---- | -------- |
| Antonio Cairoli    | ITA  | Yamaha   |
| Patrick Caps       | BEL  | Honda    |
| Alessio Chiodi     | ITA  | Yamaha   |
| Marc de Reuver     | NED  | KTM      |
| Rui Gonçalves      | POR  | KTM      |
| Kenneth Gundersen  | NOR  | Yamaha   |
| Antoine Méo        | FRA  | Yamaha   |
| Carl Nunn          | GBR  | KTM      |
| David Philippaerts | ITA  | KTM      |
| Christophe Pourcel | FRA  | Kawasaki |
| Sébastien Pourcel  | FRA  | Kawasaki |
| Tyla Rattray       | RSA  | KTM      |

## Kalender en reekswinnaars
Klik op de naam van de Grote Prijs voor meer informatie en een gedetailleerde uitslag.
| Datum      | Grote Prijs                     | Plaats                      | Winnaar eerste reeks | Winnaar tweede reeks | Winnaar Grote Prijs |
| ---------- | ------------------------------- | --------------------------- | -------------------- | -------------------- | ------------------- |
| 02/04/2006 | GP van Vlaanderen               | Zolder                      | David Philippaerts   | Tyla Rattray         | Tyla Rattray        |
| 16/04/2006 | GP van Spanje                   | Bellpuig                    | Kenneth Gundersen    | Antonio Cairoli      | Tyla Rattray        |
| 23/04/2006 | GP van Portugal                 | Agueda                      | Antonio Cairoli      | Tyla Rattray         | Tyla Rattray        |
| 07/05/2006 | GP van Duitsland                | Teutschenthal               | Christophe Pourcel   | Christophe Pourcel   | Christophe Pourcel  |
| 21/05/2006 | GP van Japan                    | Sugo                        | Billy Mackenzie      | Antonio Cairoli      | Billy Mackenzie     |
| 04/06/2006 | GP van Europa                   | Sevlievo (Bulgarije)        | Antonio Cairoli      | Marc de Reuver       | Marc de Reuver      |
| 11/06/2006 | GP van Italië                   | Montevarchi                 | David Philippaerts   | David Philippaerts   | David Philippaerts  |
| 18/06/2006 | GP van Groot-Brittannië         | Matterley Basin, Winchester | David Philippaerts   | Antonio Cairoli      | David Philippaerts  |
| 02/07/2006 | GP van Zweden                   | Uddevalla                   | David Philippaerts   | Christophe Pourcel   | David Philippaerts  |
| 16/07/2006 | GP van Zuid-Afrika              | Sun City                    | David Philippaerts   | Antonio Cairoli      | Antonio Cairoli     |
| 30/07/2006 | GP van de Tsjechische Republiek | Loket                       | David Philippaerts   | Antonio Cairoli      | David Philippaerts  |
| 06/08/2006 | GP van België                   | Namen                       | Antonio Cairoli      | Antonio Cairoli      | Antonio Cairoli     |
| 27/08/2006 | GP van Noord-Ierland            | Desertmartin                | Tyla Rattray         | Tyla Rattray         | Tyla Rattray        |
| 03/09/2006 | GP van Nederland                | Lierop                      | Antonio Cairoli      | Christophe Pourcel   | Christophe Pourcel  |
| 17/09/2006 | GP van Frankrijk                | Ernée                       | Antonio Cairoli      | Antonio Cairoli      | Antonio Cairoli     |

## Eindstand van het wereldkampioenschap
| Plaats | Naam               | Land | Punten |
| ------ | ------------------ | ---- | ------ |
| 1      | Christophe Pourcel | FRA  | 581    |
| 2      | Antonio Cairoli    | ITA  | 563    |
| 3      | David Philippaerts | ITA  | 480    |
| 4      | Tyla Rattray       | RSA  | 475    |
| 5      | Marc de Reuver     | NED  | 408    |
| 6      | Carl Nunn          | GBR  | 377    |
| 7      | Rui Gonçalves      | POR  | 325    |
| 8      | Tommy Searle       | GBR  | 315    |
| 9      | Billy Mackenzie    | GBR  | 302    |
| 10     | Sébastien Pourcel  | FRA  | 298    |